# Fußball-Oberliga Westfalen 2020/21
Die Saison 2020/21 der Oberliga Westfalen war die 39. Spielzeit der Fußball-Oberliga Westfalen und die neunte nach ihrer Wiedereinführung durch den ausrichtenden Fußball- und Leichtathletikverband Westfalen (FLVW) als fünfthöchste Spielklasse in Deutschland. Die Eröffnung fand am 6. September 2020 statt, nach einer Unterbrechung ab dem 29. Oktober 2020 wurde die Saison am 19. April 2021 schließlich abgebrochen und annulliert.

## Auswirkungen der COVID-19-Pandemie
Auf einem außerordentlichen Verbandstag am 9. Juni 2020 war final über den Abbruch der Vorsaison entschieden worden. Es gab keine sportlichen Absteiger, die Abschlusstabelle wurde aufgrund der unterschiedlichen Anzahl von absolvierten Spielen mithilfe der Quotientenregel (erzielte Punkte durch absolvierte Spiele) errechnet. Wer aufgrund des Aufstiegs in die übergeordnete Regionalliga West nicht mehr am Spielbetrieb teilnimmt und wer zusätzlich aus den untergeordneten Westfalenligen nachrückt, wurde am 26. Juni bekanntgegeben. So stiegen mit dem Quotienten- sowie dem Herbstmeister der Staffel 1 und dem Quotienten- und Herbstmeister der Staffel 2 insgesamt drei Vertreter auf. Aus der Regionalliga West hatten sich vor und nach der Saison Wattenscheid 09 sowie der TuS Haltern zurückgezogen.
Auf Basis eines Beschlusses einer Konferenz der Ministerpräsidenten der Länder wurde der Spielbetrieb ab dem 29. Oktober 2020 bis auf Weiteres komplett eingestellt. Am 19. April gab der FLVW den Abbruch der Spielzeit bekannt, die darüber hinaus aufgrund der mangelnden Anzahl an erforderlichen Spielen annulliert wurde. Als Konsequenz daraus gab es weder Auf- noch Absteiger aus der oder in die Oberliga.

## Teilnehmer
Für die Spielzeit 2020/21 hatten sich folgende Vereine sportlich qualifiziert: 
- die zurückgezogenen Absteiger aus der Regionalliga West 2019/20:
  - TuS Haltern
  - SG Wattenscheid 09
- die verbleibenden Mannschaften aus der Oberliga Westfalen 2019/20:
  - RSV Meinerzhagen
  - FC Eintracht Rheine
  - Westfalia Rhynern
  - Holzwickeder SC
  - SC Paderborn 07 II
  - TuS Ennepetal
  - 1. FC Kaan-Marienborn
  - Preußen Münster II
  - FC Gütersloh
  - SV Schermbeck
  - ASC 09 Dortmund
  - Sportfreunde Siegen
  - TSG Sprockhövel
  - Westfalia Herne
  - TuS Erndtebrück
  - Hammer SpVg
- die für den Aufstieg gemeldeten Mannschaften der beiden Staffeln der Westfalenliga 2019/20:
  - TSV Victoria Clarholz (Quotientenmeister Staffel 1)
  - SpVgg Vreden (Herbstmeister Staffel 1)
  - SG Finnentrop/Bamenohl (Quotienten- und Herbstmeister Staffel 2)

## Auf- und Abstiegsregelung
Wie in den Vorjahren hätten die beiden bestplatzierten, aufstiegsberechtigten Mannschaften in die Regionalliga West aufsteigen sollen. Die Zahl der festen Absteiger aus der Oberliga Westfalen hätte 5 betragen sollen, je nach der Anzahl der Absteiger aus der Regionalliga hätte sich diese Zahl aber erhöhen können. Bei 3 bzw. 4 Absteigern aus der Regionalliga hätten 6 bzw. 7 Teams aus der Oberliga absteigen müssen.
Aus den untergeordneten Westfalenligen wären hingegen die beiden bestplatzierten, aufstiegsberechtigten Mannschaften sicher aufgestiegen. Wäre die Sollstärke der Oberliga von 18 Mannschaften zur Saison 2021/22 nicht erreicht worden, hätten die beiden zweitbesten, aufstiegsberechtigten Mannschaften um einen dritten Aufstiegsplatz konkurriert.

## Statistiken

### Tabelle zum Zeitpunkt des Abbruchs
| Pl.             | Verein                     | Sp. | S | U | N | Tore    | Diff. | Punkte |
| --------------- | -------------------------- | --- | - | - | - | ------- | ----- | ------ |
| 1.              | FC Gütersloh L             | 9   | 8 | 1 | 0 | 016:300 | +13   | 25     |
| 2.              | Holzwickeder SC L          | 6   | 6 | 0 | 0 | 020:400 | +16   | 18     |
| 3.              | Westfalia Rhynern          | 8   | 5 | 3 | 0 | 021:100 | +11   | 18     |
| 4.              | TSG Sprockhövel L          | 7   | 6 | 0 | 1 | 019:100 | +9    | 18     |
| 5.              | ASC 09 Dortmund            | 9   | 6 | 0 | 3 | 021:170 | +4    | 18     |
| 6.              | 1. FC Kaan-Marienborn L    | 7   | 5 | 1 | 1 | 027:700 | +20   | 16     |
| 7.              | RSV Meinerzhagen           | 8   | 5 | 0 | 3 | 018:110 | +7    | 15     |
| 8.              | SpVgg Vreden (N)           | 9   | 4 | 2 | 3 | 019:130 | +6    | 14     |
| 9.              | SG Wattenscheid 09 L (A)   | 9   | 4 | 2 | 3 | 014:100 | +4    | 14     |
| 10.             | Sportfreunde Siegen        | 10  | 4 | 2 | 4 | 011:130 | −2    | 14     |
| 11.             | Preußen Münster II B       | 9   | 4 | 0 | 5 | 014:150 | −1    | 12     |
| 12.             | TuS Ennepetal              | 7   | 3 | 2 | 2 | 018:140 | +4    | 11     |
| 13.             | TuS Haltern (A)            | 10  | 3 | 1 | 6 | 010:250 | −15   | 10     |
| 14.             | TuS Erndtebrück            | 8   | 3 | 0 | 5 | 006:140 | −8    | 09     |
| 15.             | SC Paderborn 07 II U23/ B  | 8   | 2 | 2 | 4 | 018:220 | −4    | 08     |
| 16.             | SV Schermbeck              | 7   | 1 | 4 | 2 | 010:140 | −4    | 07     |
| 17.             | SG Finnentrop/Bamenohl (N) | 10  | 1 | 4 | 5 | 014:200 | −6    | 07     |
| 18.             | FC Eintracht Rheine        | 10  | 2 | 1 | 7 | 014:280 | −14   | 07     |
| 19.             | TSV Victoria Clarholz (N)  | 7   | 2 | 0 | 5 | 009:170 | −8    | 06     |
| 20.             | Westfalia Herne            | 8   | 0 | 1 | 7 | 005:200 | −15   | 01     |
| 21.             | Hammer SpVg                | 8   | 0 | 0 | 8 | 008:250 | −17   | 0      |
| Stand: Endstand |                            |     |   |   |   |         |       |        |

| (A) | Absteiger aus der Regionalliga West 2019/20 |
| (N) | Aufsteiger aus der Westfalenliga 2019/20    |

### Kreuztabelle
Die Kreuztabelle stellt die Ergebnisse aller Spiele dieser Saison dar. Die Heimmannschaft ist in der linken Spalte, die Gastmannschaft in der oberen Zeile aufgelistet.
| 2020/21                | TuS Haltern |     | RSV Meinerzhagen | FC Eintracht Rheine | Westfalia Rhynern | SC Paderborn 07 II |     | TuS Ennepetal | 1. FC Kaan-Marienborn | Preußen Münster II | FC Gütersloh | SV Schermbeck | ASC 09 Dortmund | Sportfreunde Siegen | TSG Sprockhövel | Westfalia Herne | TuS Erndtebrück | Hammer SpVg | TSV Victoria Clarholz | SpVgg Vreden | SG Finnentrop/Bamenohl |
| ---------------------- | ----------- | --- | ---------------- | ------------------- | ----------------- | ------------------ | --- | ------------- | --------------------- | ------------------ | ------------ | ------------- | --------------- | ------------------- | --------------- | --------------- | --------------- | ----------- | --------------------- | ------------ | ---------------------- |
| TuS Haltern            |             | –   | –                | –                   | 0:5               | –                  | 0:4 | 2:1           | –                     | –                  | 0:1          | –             | –               | –                   | –               | –               | 1:0             | –           | –                     | –            | –                      |
| SG Wattenscheid 09     | –           |     | –                | 4:1                 | –                 | 0:1                | –   | –             | 1:1                   | –                  | –            | –             | –               | –                   | –               | 3:1             | –               | –           | –                     | –            | 1:0                    |
| RSV Meinerzhagen       | 2:4         | –   |                  | –                   | –                 | –                  | 2:3 | –             | –                     | –                  | –            | –             | –               | –                   | –               | –               | –               | 3:0         | –                     | –            | –                      |
| FC Eintracht Rheine    | –           | –   | –                |                     | 1:3               | –                  | –   | –             | –                     | 0:1                | 1:2          | 1:3           | 0:3             | –                   | –               | 4:0             | –               | –           | –                     | –            | –                      |
| Westfalia Rhynern      | –           | 2:2 | –                | –                   |                   | –                  | –   | –             | –                     | –                  | –            | 1:1           | 4:2             | 1:0                 | –               | –               | –               | –           | –                     | –            | –                      |
| SC Paderborn 07 II     | –           | –   | –                | –                   | 3:3               |                    | –   | 3:3           | –                     | 3:2                | 0:1          | –             | –               | –                   | –               | –               | –               | –           | –                     | –            | –                      |
| Holzwickeder SC        | –           | –   | –                | –                   | –                 | –                  |     | –             | –                     | –                  | –            | –             | –               | 4:1                 | –               | –               | 4:0             | –           | 3:0                   | –            | –                      |
| TuS Ennepetal          | –           | –   | –                | –                   | –                 | –                  | –   |               | –                     | –                  | –            | 2:2           | 3:2             | 2:1                 | –               | –               | –               | –           | 2:3                   | –            | –                      |
| 1. FC Kaan-Marienborn  | 5:0         | –   | –                | 8:1                 | –                 | –                  | –   | –             |                       | 4:2                | –            | –             | –               | –                   | –               | –               | –               | 6:1         | –                     | –            | –                      |
| Preußen Münster II     | –           | 0:1 | –                | –                   | –                 | –                  | –   | –             | –                     |                    | 0:4          | 5:1           | 0:1             | –                   | –               | 3:1             | –               | –           | –                     | –            | –                      |
| FC Gütersloh           | –           | 1:0 | –                | –                   | –                 | –                  | –   | –             | –                     | –                  |              | 2:0           | –               | 1:1                 | –               | –               | –               | –           | –                     | –            | 2:0                    |
| SV Schermbeck          | –           | –   | –                | –                   | –                 | –                  | –   | –             | –                     | –                  | –            |               | –               | –                   | –               | –               | –               | –           | –                     | 2:2          | 1:1                    |
| ASC 09 Dortmund        | –           | 3:2 | –                | –                   | –                 | –                  | –   | –             | 0:3                   | –                  | –            | –             |                 | –                   | –               | 3:1             | –               | –           | –                     | 3:2          | 4:2                    |
| Sportfreunde Siegen    | –           | –   | 1:0              | –                   | –                 | –                  | –   | –             | 2:0                   | –                  | –            | –             | –               |                     | 0:2             | –               | –               | –           | –                     | 1:1          | 3:2                    |
| TSG Sprockhövel        | 2:1         | –   | 2:3              | –                   | –                 | 4:3                | –   | –             | –                     | –                  | –            | –             | –               | –                   |                 | –               | –               | 3:2         | –                     | –            | –                      |
| Westfalia Herne        | –           | –   | 0:2              | –                   | –                 | –                  | –   | –             | –                     | –                  | –            | –             | –               | –                   | –               |                 | 1:2             | –           | 1:3                   | –            | –                      |
| TuS Erndtebrück        | –           | –   | 0:2              | –                   | –                 | –                  | –   | –             | –                     | –                  | –            | –             | –               | 0:1                 | 1:4             | –               |                 | –           | 2:1                   | 1:0          | –                      |
| Hammer SpVg            | –           | –   | –                | –                   | 1:2               | –                  | 1:2 | 1:5           | –                     | –                  | 1:2          | –             | –               | –                   | –               | –               | –               |             | –                     | –            | –                      |
| TSV Victoria Clarholz  | –           | –   | 1:4              | –                   | –                 | –                  | –   | –             | –                     | –                  | –            | –             | –               | –                   | 0:2             | –               | –               | –           |                       | 1:3          | –                      |
| SpVgg Vreden           | 3:0         | –   | –                | 2:3                 | –                 | 4:1                | –   | –             | –                     | –                  | –            | –             | –               | –                   | –               | –               | –               | 2:1         | –                     |              | –                      |
| SG Finnentrop/Bamenohl | 2:2         | –   | –                | 1:2                 | –                 | 5:4                | –   | –             | –                     | 0:1                | –            | –             | –               | –                   | –               | 0:0             | –               | –           | –                     | –            |                        |
| Stand: Endstand        |             |     |                  |                     |                   |                    |     |               |                       |                    |              |               |                 |                     |                 |                 |                 |             |                       |              |                        |